# Янчик рудолобий
Я́нчик рудолобий (Pteruthius aenobarbus) — вид горобцеподібних птахів родини віреонових (Vireonidae). Ендемік Індонезії. Тріскотливий янчик раніше вважався підвидом рудолобого янчика, однак був визнаний окремим видом.

## Поширення і екологія
Рудолобі янчики є ендеміками острова Ява. Вони живуть у вологих гірських тропічних лісах.